# Minipille
Die Minipille ist ein Arzneimittel zur hormonellen Empfängnisverhütung für Frauen. Die Minipille enthält als Wirkstoff ein synthetisches Progestin als Gestagen. Die Dosierung ist jedoch so gering, dass der Eisprung nicht unterdrückt wird (keine „Ovulationshemmung“). Fälschlicherweise werden gelegentlich auch östrogenfreie Pillen mit einer höheren Dosierung (=Ovulationshemmer) als Minipillen bezeichnet.

## Wirkstoffe

### Levonorgestrel
Die zuerst auf den Markt gebrachte Minipille enthält das Gestagen Levonorgestrel. Das primäre Wirkprinzip beruht auf Veränderung der Konsistenz des Zervixschleims, also des Schleimpfropfs im Gebärmutterhals, so dass die Passage von Spermien in die Gebärmutter hinein stark erschwert wird. Zudem wird die Gebärmutterschleimhaut so verändert, dass eine befruchtete Eizelle sich nicht einnisten kann (Nidationshemmung).
Die Minipille wird jeden Tag ohne Pause relativ genau zur gleichen Zeit eingenommen; bereits eine Abweichung von mehr als 3 Stunden gefährdet den Verhütungsschutz.
Der Pearl-Index ist mit etwa 4,1 (Studie zu 28 mini und Microlut) vergleichsweise hoch, und sie ist somit im Vergleich zu anderen hormonellen Methoden als unsicherer einzustufen und heute nicht mehr gebräuchlich, weil mit einer noch niedrigeren Hormondosis in der Hormonspirale (Mirena oder Kyleena) eine weitaus höhere kontrazeptive Sicherheit erreicht werden kann.

### Desogestrel
Die östrogenfreie Pille (Ovulationshemmer!) enthält das Gestagen Desogestrel und unterdrückt neben der Veränderung des Zervixschleims und der Gebärmutterschleimhaut zusätzlich den Eisprung. Als primäres Wirkprinzip ist die Ovulationshemmung anzusehen, genau wie bei der weit verbreiteten Mikropille. (Deshalb gehört diese Pille eigentlich nicht zu den Minipillen)
Der Pearl-Index der Desogestrel-Minipille ist mit 0,4 (bezogen auf Cerazette) vergleichbar mit dem der Mikropille. Für die Einnahmegenauigkeit und Fehlertoleranz gilt Ähnliches wie für die Mikropille (also deutlich unkomplizierter als bei der Minipille).

### Drospirenon
Mit einem Drospirenon-Monopräparat kam eine weitere östrogenfreie Pille auf den Markt, die von manchen den Minipillen zugeordnet wird. Die kontrazeptive Wirkung entsteht in erster Linie durch eine Ovulationshemmung. Der Pearl-Index beträgt 0,73. Auch diese Pille ist keine eigentliche Minipille, sondern ein östrogenfreier Ovulationshemmer.

Progestine der in Deutschland zugelassenen Minipillen: Levonorgestrel (Microlut, 1972) (1), Desogestrel (Cerazette, 1999) (2), Drospirenon (Slinda, 2021) (3); schwarz: 19-Nortestosteron-Grundgerüst

## Pharmakologie

### Anwendungsgebiete
Die Minipille kommt vorwiegend für Frauen in Betracht, bei denen östrogenhaltige Präparate kontraindiziert sind, insbesondere bei Raucherinnen, Bluthochdruck und bekannter Thromboseneigung sowie östrogenabhängigen Tumoren in der Vorgeschichte.
Die Minipille kann außerdem als Verhütungsmittel bei stillenden Frauen eingesetzt werden.

### Wechselwirkungen
Einige Medikamente, wie zum Beispiel Johanniskraut, Breitbandantibiotika, einige Antiepileptika und einige Psychopharmaka können die Wirksamkeit oraler hormoneller Kontrazeptiva einschränken.

### Nebenwirkungen
Nebenwirkungen der Minipille sind häufig Zwischenblutungen und das Ausbleiben der Menstruation (Amenorrhoe). Weitere mögliche Nebenwirkungen sind Stimmungsschwankungen, depressive Verstimmungen, Hautveränderungen und Haarausfall.

## Kosten
Die Minipille 28 mini (Levonorgestrel)  kostet (Stand 2023) etwa 40 Euro für drei Monate, die Minipille Cerazette (Desogestrel) kostet um die 27 Euro für drei Monate. Wirkstoffgleiche Präparate, sogenannte Generika, sind verfügbar.
Eine Kostenübernahme bzw. Erstattung steht gesetzlich krankenversicherten Frauen in Deutschland nach § 24a SGB V bis zum vollendeten 22. Lebensjahr (bis 28. März 2019 vollendeten 20. Lebensjahr) von der Krankenkasse und für sozialhilfeberechtigte Frauen nach § 49 SGB XII vom zuständigen Sozialhilfeträger zu.